# Rophites algirus
Rophites algirus är en biart som beskrevs av Pérez 1895. Rophites algirus ingår i släktet blomdyrkarbin, och familjen vägbin.

## Underarter
Arten delas in i följande underarter:
- R. a. trispinosus
- R. a. algirus